# La Fare-les-Oliviers
Pour les articles homonymes, voir La Fare.
La Fare-les-Oliviers est une commune française située dans le département des Bouches-du-Rhône, en région Provence-Alpes-Côte d'Azur. Elle fait partie de la métropole Aix-Marseille-Provence. Ses habitants sont appelés soit les Farencs / Farenques, soit les Farens / Farennes. Elle possède deux écoles primaires, deux maternelles et un collège.

## Géographie

### Localisation
La Fare-les-Oliviers est située en Provence dans le département des Bouches du Rhône. Elle est localisée entre Coudoux à l'est, Lançon-de-Provence au nord et à l'ouest, Berre-l'Étang au sud ouest et Velaux au sud-est. Construite à flanc de colline sur le massif du Mauribas sur la rive droite de l'Arc, de part et d'autre de l'ancienne départementale 10. Elle est limitée à l'est par Berre l'étang, au-delà de la départementale 113 et à l'ouest par l'autoroute 7 (vallon de la Vautubière) qui la sépare de Coudoux, au sud par l'Arc et au nord par la plaine de la Vautade. Elle est surplombée par le Castellas et le Pas du Renarde.

### Communes limitrophes
Les communes limitrophes sont Berre-l'Étang, Lançon-Provence, Velaux et Coudoux.
| Lançon-Provence | Lançon-Provence      | Lançon-Provence |
| Lançon-Provence | La Fare-les-Oliviers | Coudoux         |
| Berre-l'Étang   | Velaux               | Velaux          |

### Climat
Pour des articles plus généraux, voir Climat de Provence-Alpes-Côte d'Azur et Climat des Bouches-du-Rhône.
En 2010, le climat de la commune est de type climat méditerranéen franc, selon une étude du Centre national de la recherche scientifique s'appuyant sur une série de données couvrant la période 1971-2000. En 2020, Météo-France publie une typologie des climats de la France métropolitaine dans laquelle la commune est exposée à un climat méditerranéen et est dans la région climatique  Provence, Languedoc-Roussillon, caractérisée par une pluviométrie faible en été, un très bon ensoleillement (2 600 h/an), un été chaud (21,5 °C), un air très sec en été, sec en toutes saisons, des vents forts (fréquence de 40 à 50 % de vents > 5 m/s) et peu de brouillards. 
Pour la période 1971-2000, la température annuelle moyenne est de 14,2 °C, avec une amplitude thermique annuelle de 16,6 °C. Le cumul annuel moyen de précipitations est de 594 mm, avec 5,6 jours de précipitations en janvier et 1,7 jours en juillet. Pour la période 1991-2020, la température moyenne annuelle observée sur la station météorologique de Météo-France la plus proche, « Salon-de-Provence », sur la commune de Salon-de-Provence à 13 km à vol d'oiseau, est de 14,7 °C et le cumul annuel moyen de précipitations est de 594,1 mm. 
La température maximale relevée sur cette station est de 43,4 °C, atteinte le 28 juin 2019 ; la température minimale est de −18,5 °C, atteinte le 12 février 1956,,. 
Les paramètres climatiques de la commune ont été estimés pour le milieu du siècle (2041-2070) selon différents scénarios d'émission de gaz à effet de serre à partir des nouvelles projections climatiques de référence DRIAS-2020. Ils sont consultables sur un site dédié publié par Météo-France en novembre 2022.

## Urbanisme

### Typologie
Au 1er janvier 2024, La Fare-les-Oliviers est catégorisée ceinture urbaine, selon la nouvelle grille communale de densité à 7 niveaux définie par l'Insee en 2022.
Elle appartient à l'unité urbaine de La Fare-les-Oliviers, une unité urbaine monocommunale constituant une ville isolée,. Par ailleurs la commune fait partie de l'aire d'attraction de Marseille - Aix-en-Provence, dont elle est une commune de la couronne,. Cette aire, qui regroupe 115 communes, est catégorisée dans les aires de 700 000 habitants ou plus (hors Paris),.

### Occupation des sols
L'occupation des sols de la commune, telle qu'elle ressort de la base de données européenne d’occupation biophysique des sols Corine Land Cover (CLC), est marquée par l'importance des forêts et milieux semi-naturels (38,9 % en 2018), en diminution par rapport à 1990 (41,7 %). La répartition détaillée en 2018 est la suivante : 
milieux à végétation arbustive et/ou herbacée (37,6 %), zones urbanisées (24,7 %), cultures permanentes (21,1 %), zones agricoles hétérogènes (7,3 %), mines, décharges et chantiers (4,2 %), zones industrielles ou commerciales et réseaux de communication (2,6 %), forêts (1,3 %), espaces verts artificialisés, non agricoles (1,1 %), terres arables (0,1 %). L'évolution de l’occupation des sols de la commune et de ses infrastructures peut être observée sur les différentes représentations cartographiques du territoire : la carte de Cassini (XVIIIe siècle), la carte d'état-major (1820-1866) et les cartes ou photos aériennes de l'IGN pour la période actuelle (1950 à aujourd'hui).

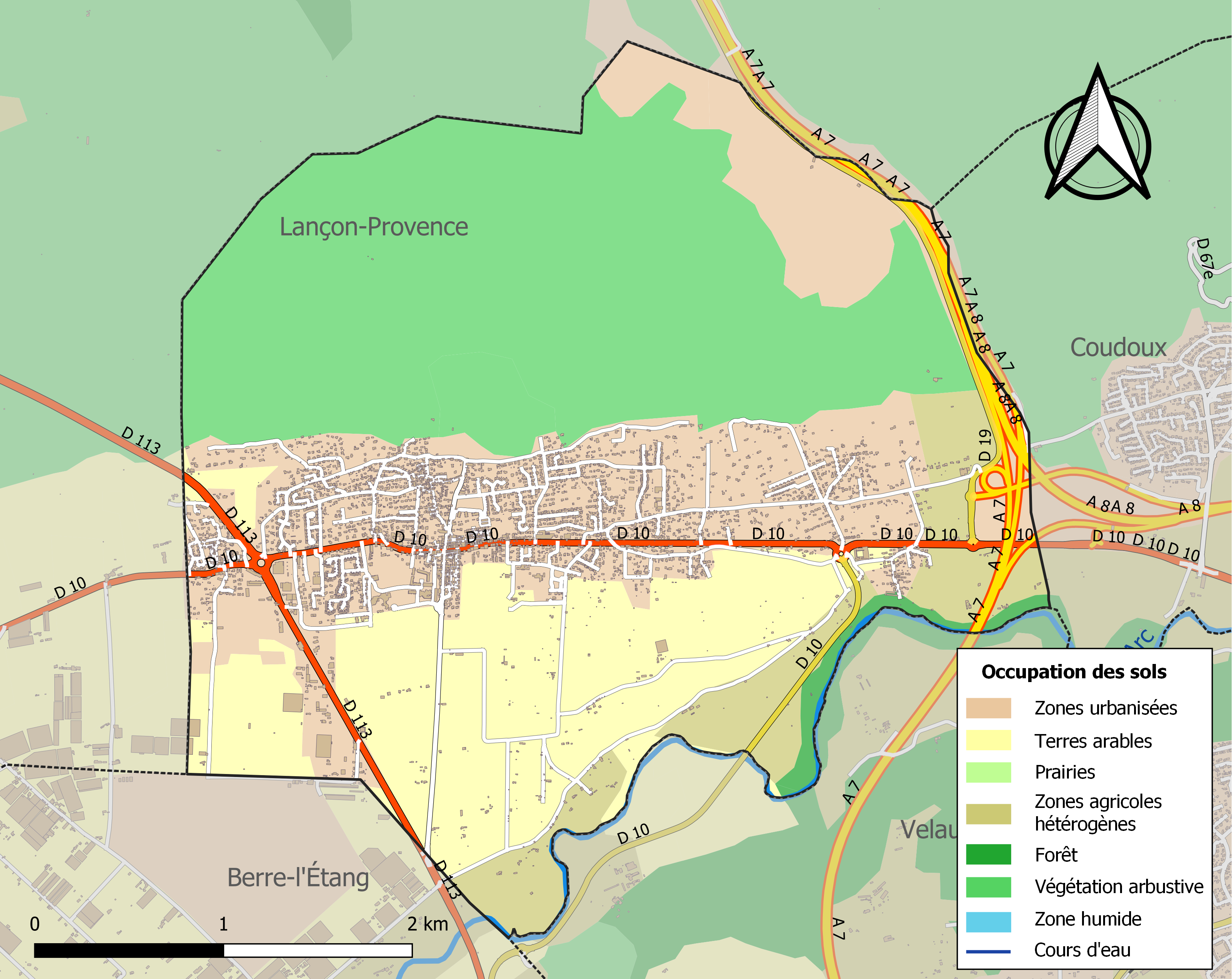
Carte des infrastructures et de l'occupation des sols de la commune en 2018 (CLC).

### Voies de communication et transports
Des aménagements ont été effectués récemment, notamment, pour soulager le flux routier à La Fare :
- La déviation, demandée pendant près de 30 ans, a été mise en circulation le 15 juillet 2015 après 5 ans de travaux. Des fouilles archéologiques ont été entreprises au début des travaux. Avant son ouverture, plus de 11000 véhicules par jour, dont 500 poids lourds, traversaient quotidiennement la commune. Ce nouvel axe routier permet aux véhicules en transit de contourner le village. Les véhicules en provenance de la D 113 peuvent ainsi rejoindre la RD 10 en direction d’Aix-en-Provence et l’A8 directement et inversement.   Le tracé de 4,2 km traverse les communes de La Fare-les-Oliviers, Berre-l’Étang et Velaux. Un viaduc de 130 m franchit l’Arc.  Le coût de la déviation s’élève à 26 millions d’euros, entièrement financés par le Conseil général[16].

## Toponymie
Le nom de La Fare est une francisation du provençal Faro.
Pour le site Rhône médiéval, ce dernier serait dérivé de du latin « farossium » qui a également donné « farot » feu servant à signaler les dangers.
Une autre étymologie est donnée par le Petit dictionnaire des lieux-dits en Provence qui indique une origine germanique à La Fare  : « la famille / le domaine de cette famille ».
La précision « des oliviers » date du XIXe siècle, époque où la culture de l'olive et d'huile était importante. Au XXIe siècle, malgré une production d'olive et d'huile résiduelle, l'essentiel des cultures est occupé par de la vigne.

## Histoire

### Préhistoire
Durant la préhistoire, la commune était majoritairement ensevelie sous l'eau.
La zone a été fréquentée à l'âge du bronze et à l'âge du fer.

### Antiquité
La rive gauche de l'Arc, au sud du centre-ville contemporain, était occupée au Ier siècle par un  « vaste établissement », une « villa maritime » orientée vers l'étang de Berre et occupant plus de 7 000 m2, et qui incluait une zone monumentale où des mosaïques ont été mises au jour.
L'occupation de ces bâtiments semble s'être arrêtée après le IVe siècle, période après laquelle ils sont détruits.

### Moyen Âge
La première mention du Castrum de la Fare remonte au 7 septembre 1170 dans un testament de Raymond des Baux
Le 4 avril 1402, à Brantes, au pied du Ventoux, en présence de son épouse Alix des Baux, Odon de Villars fit donation à son neveu Philippe de Lévis des fiefs de Brantes, Plaisians et leurs dépendances, des seigneuries de Saint-Marcel, Roquefort, le Castellet, Cassis et Port-Miou, dépendantes de la baronnie d’Aubagne, ainsi que de La Fare-les-Oliviers, et Éguilles. Son neveu, en contrepartie devait lui servir de caution vis-à-vis de Raymond de Turenne dans l’observation d’un accord passé entre le vicomte, lui et son épouse Alix. En cas de non-respect de la part d’Alix et d’Odon, ces derniers devraient payer  50 000 florins à Raymond de Turenne,.

### Période moderne

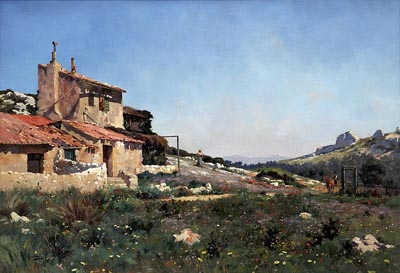
Tableau de Joseph Garibaldi : vue depuis les hauteurs de La Fare-les-Oliviers en direction du pilon du Roi.

Seigneurie des Baux et des Forbin (1503-1721), puis des Roux (1721-1789). Marquisat érigé en 1768 en faveur de Pierre-Joseph-Hilarion de Roux de Bonneval de La Fare, chevalier de Saint-Louis.
Pour ceux qui n'avaient pas d'olivettes, la tentation d'entrer et de se fournir dans le verger d'autrui avant la récolte était chose courante. Le Conseil de Ville de La Fare-les-Oliviers, le 8 novembre 1788, dut prendre un arrêté pour tenter de mettre fin à cette pratique, en interdisant « d'aller glaner des olives dans toute l'étendue du terroir de La Fare jusqu’à ce que les récoltes des olives soient entièrement finies, qu'à la diligence des sieurs maire et consuls, il sera mis un garde pendant tout le courant des dites récoltes, qui dénoncera toutes les personnes qu'il trouvera glaner, lesquelles payeront chacun de contrevenants dix livres d'amende pour chaque contravention applicable aux pauvres de ce dit lieu et que les personnes qui seront trouvées voler des olives seront poursuivies criminellement à la diligence desdits sieurs maire, consuls et communauté et que la présente délibération sera homologuée par nos seigneurs du Parlement de ce pays de Provence ».

## Politique et administration

### Tendances politiques et résultats
| Scrutin             | Scrutin             | 1er tour | 1er tour | 1er tour | 1er tour | 1er tour | 1er tour | 1er tour | 1er tour  | 1er tour | 1er tour | 1er tour | 1er tour | 2d tour | 2d tour | 2d tour | 2d tour | 2d tour | 2d tour |
| Scrutin             | Scrutin             | 1er      | 1er      | %        | 2e       | 2e       | %        | 3e       | 3e        | %        | 4e       | 4e       | %        | 1er     | 1er     | %       | 2e      | 2e      | %       |
| ------------------- | ------------------- | -------- | -------- | -------- | -------- | -------- | -------- | -------- | --------- | -------- | -------- | -------- | -------- | ------- | ------- | ------- | ------- | ------- | ------- |
| Présidentielle 2017 | Présidentielle 2017 |          | FN       | 30,87    |          | EM       | 21,08    |          | LR        | 17,50    |          | LFI      | 17,28    |         | EM      | 52,41   |         | FN      | 47,59   |
| Présidentielle 2022 | Présidentielle 2022 |          | RN       | 29,98    |          | LREM     | 25,82    |          | LFI       | 15,19    |          | REC      | 9,46     |         | RN      | 52,93   |         | LREM    | 47,07   |
| Législatives 2022   | 8e                  |          | Ren-Ens  | 31,04    |          | RN       | 30,05    |          | LFI-Nupes | 18,30    |          | LR       | 7,55     |         | Ren     | 51,14   |         | RN      | 48,86   |
| Législatives 2024   | 8e                  |          | RN       | 46,29    |          | Ren-Ens  | 28,33    |          | LFI-NFP   | 16,72    |          | LR       | 4,44     |         | RN      | 51,84   |         | Ren     | 48,16   |

### Liste des maires
| Période                                  | Période                      | Identité         | Étiquette   | Qualité |
| ---------------------------------------- | ---------------------------- | ---------------- | ----------- | --- |
| Les données manquantes sont à compléter. |                              |                  |             | |
| mars 1959                                | mars 1971                    | Émile Richard    |             | Directeur d'école |
| mars 1971                                | juin 1995                    | Bernard Charrel  | DVD         | |
| juin 1995                                | mars 2008                    | André Campagne   | DVG         | Directeur commercial Vice-président de l'Agglopole Provence Maire de Marignac (Haute-Garonne) (2020 → )                                                                       |
| mars 2008                                | janvier 2024, (décès)        | Olivier Guirou   | PS puis DVG | Technicien de laboratoire retraité Premier adjoint au maire (2001 → 2008) Vice-président de l'Agglopole Provence 1er vice-président du conseil de territoire du Pays salonais |
| février 2024                             | En cours (au 8 février 2024) | Jérôme Marciliac |             | Cadre de la fonction publique, ancien adjoint au maire |

### Politique de développement durable
La commune a engagé une politique de développement durable en lançant une démarche d'Agenda 21 en 2008.

## Population et société

### Démographie
L'évolution du nombre d'habitants est connue à travers les recensements de la population effectués dans la commune depuis 1793. Pour les communes de moins de 10 000 habitants, une enquête de recensement portant sur toute la population est réalisée tous les cinq ans, les populations de référence des années intermédiaires étant quant à elles estimées par interpolation ou extrapolation. Pour la commune, le premier recensement exhaustif entrant dans le cadre du nouveau dispositif a été réalisé en 2008.

En 2022, la commune comptait 8 953 habitants, en évolution de +8,04 % par rapport à 2016 (Bouches-du-Rhône : +2,48 %, France hors Mayotte : +2,11 %).
| 1793 | 1800  | 1806  | 1821  | 1831 | 1836  | 1841  | 1846  | 1851  |
| ---- | ----- | ----- | ----- | ---- | ----- | ----- | ----- | ----- |
| 980  | 1 069 | 1 129 | 1 208 | 909  | 1 293 | 1 260 | 1 316 | 1 308 |

| 1856  | 1861  | 1866  | 1872  | 1876  | 1881  | 1886  | 1891  | 1896  |
| ----- | ----- | ----- | ----- | ----- | ----- | ----- | ----- | ----- |
| 1 329 | 1 380 | 1 372 | 1 272 | 1 176 | 1 129 | 1 193 | 1 080 | 1 084 |

| 1901  | 1906  | 1911 | 1921 | 1926 | 1931  | 1936  | 1946  | 1954  |
| ----- | ----- | ---- | ---- | ---- | ----- | ----- | ----- | ----- |
| 1 066 | 1 022 | 954  | 887  | 951  | 1 149 | 1 160 | 1 329 | 1 680 |

| 1962  | 1968  | 1975  | 1982  | 1990  | 1999  | 2006  | 2008  | 2013  |
| ----- | ----- | ----- | ----- | ----- | ----- | ----- | ----- | ----- |
| 2 370 | 2 747 | 3 526 | 5 043 | 6 095 | 6 334 | 6 476 | 6 526 | 7 980 |

| 2018  | 2022  | - | - | - | - | - | - | - |
| ----- | ----- | - | - | - | - | - | - | - |
| 8 666 | 8 953 | - | - | - | - | - | - | - |

### Manifestations culturelles et festivités
- Course pédestre Les Chemins de Sainte Rosalie : chaque année en avril
- Fête de la Sainte-Rosalie : environ une semaine chaque année fin août
- Fête de l'Olive et du Vin : chaque année en octobre

### Enseignement
- Ecole / centre de loisirs de la Pomme de Pin : l'école primaire de Saint-Exupéry, étant considérée comme vétuste, a été fermée à la suite de la construction de la nouvelle école de la Pomme de Pin qui a ouvert ses portes en septembre 2015. Cette nouvelle construction, innovatrice en matière de développement durable, a obtenu la reconnaissance « or » Bâtiment Durable Méditerranéen (BDM)  L'école de Saint-Exupéry a été détruite durant l'été 2018 et sera remplacée par un écoquartier fin 2020, début 2021.

## Économie
Parmi les principales entreprises situées sur la commune, on peut citer :
- Société Provençale d'Aromathérapie : fabrication de produits d'aromathérapie et de phytothérapie ;
- Probionat Provence : fabrication de produits cosmétiques  ;
- Les Vignerons du Castellas : coopérative vinicole ;
- Le Moulin à huile de La Fare-les-Oliviers : fabrication d'huile d'olive.

## Culture et patrimoine

### Lieux et monuments
- Forteresse médiévale juchée sur un piton rocheux non loin du village, le « Castellas » est un des attraits pittoresques de la commune.

Érigé aux alentours du Xe siècle, il contrôlait une passe stratégique près de l'étang de Berre pour la famille des Baux de Provence. Occupé jusqu'au XVIIIe siècle, il fit l'objet d'incessants remodelages, avant d'être abandonné au profit d'une résidence construite dans le village, Le Pavillon (classé Monument historique). L'église jouxtant le château fut quant à elle utilisée comme église paroissiale quelque temps jusqu'à la construction d'une nouvelle église dans le village au cours du XVIIIe siècle ; le site a été laissé à l'abandon depuis jusqu'à l'ouverture d'un chantier archéologique en juillet 2000 arrêté en 2005.
- Église de la Transfiguration de La Fare-les-Oliviers.

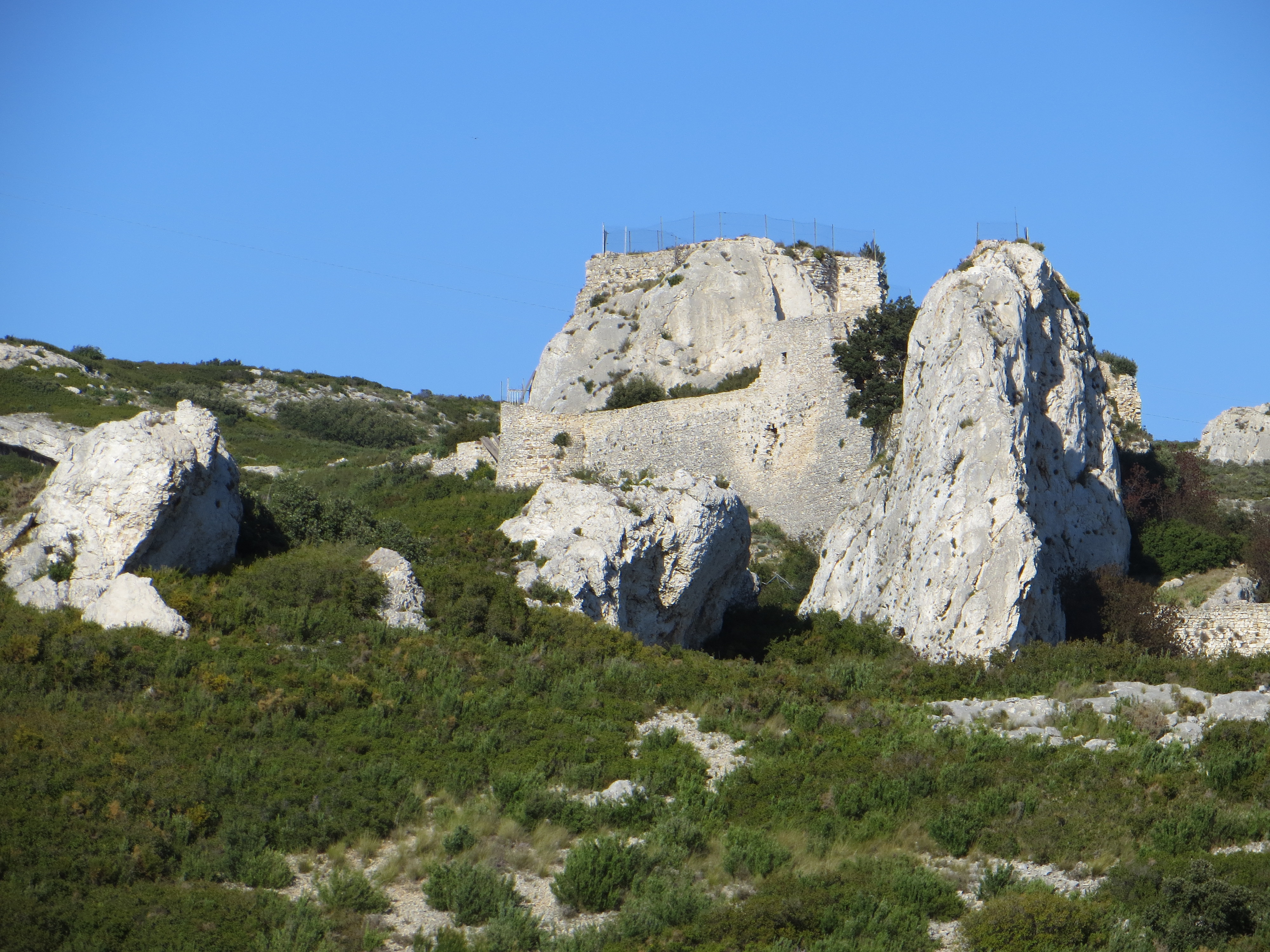
Castrum dit « Castellas ».
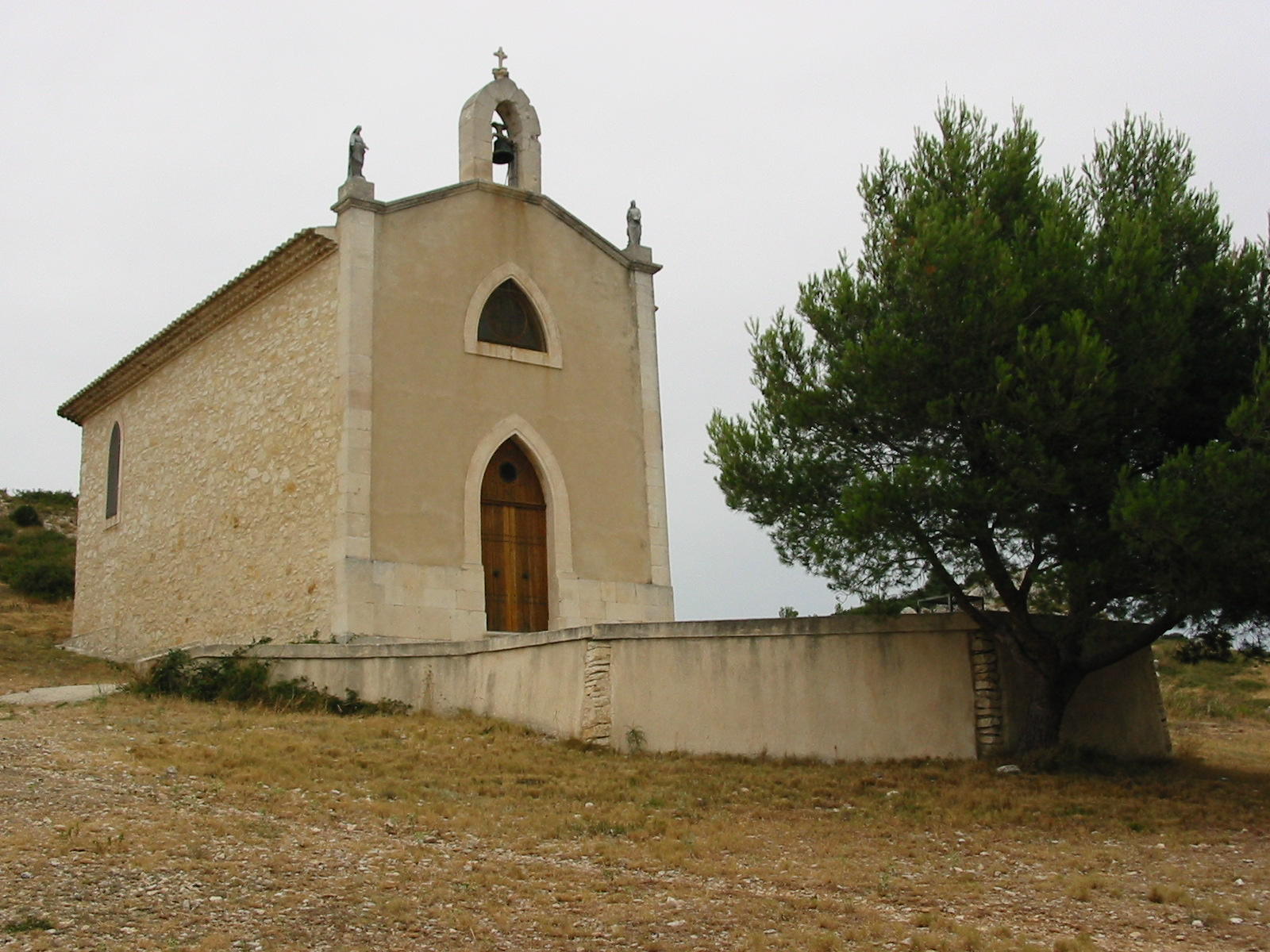
Chapelle Sainte-Rosalie.
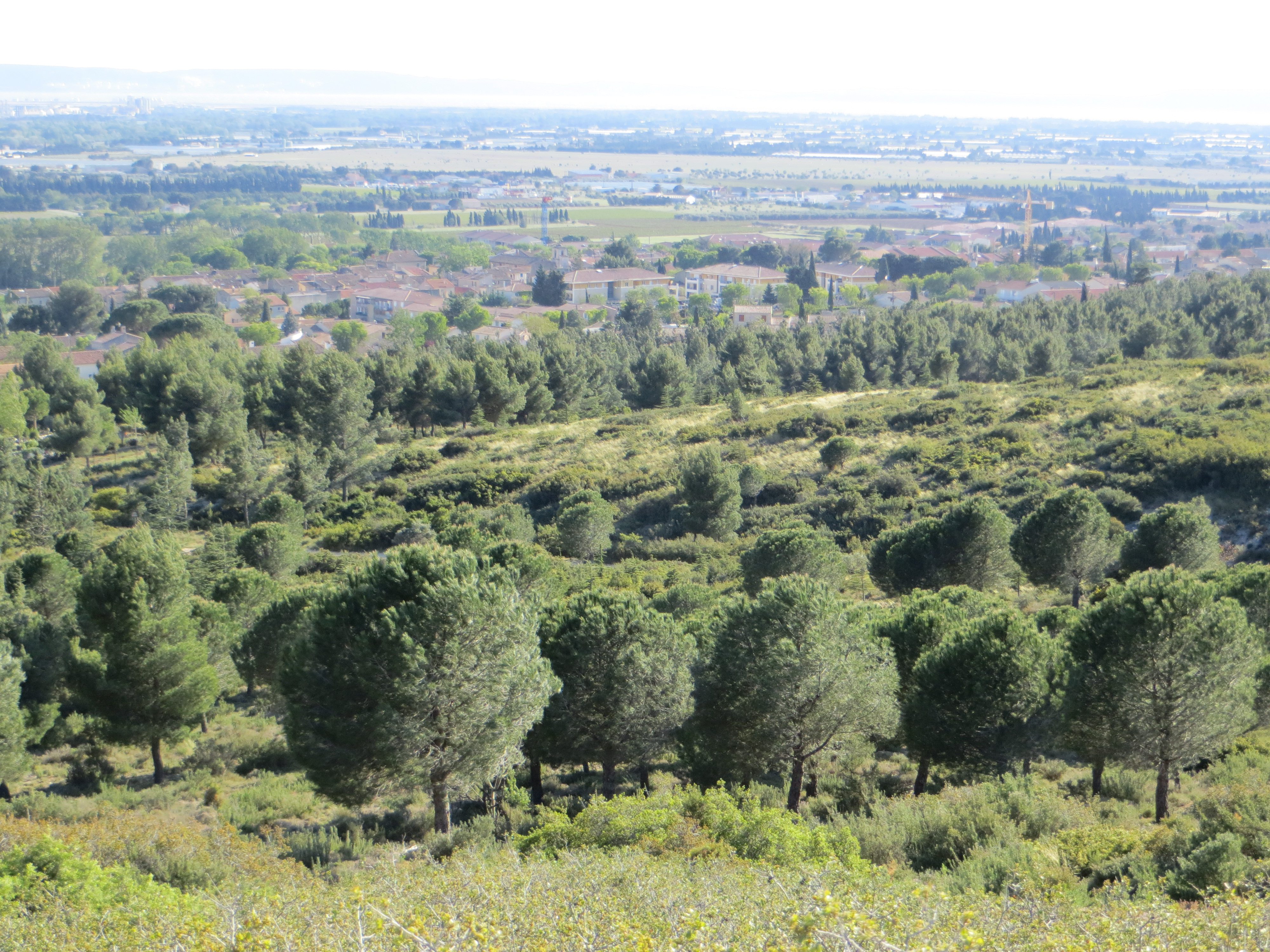
Vue générale.

### Personnalités liées à la commune
- Philippe Caubère.
- Les deux frères Jean-Joseph-François Poujoulat et  Baptistin Poujoulat

### Héraldique
| Armes de La Fare-les-Oliviers | Les armes peuvent se blasonner ainsi : D'azur à une main dextre de carnation, parée d'argent, mouvant du flanc senestre et tenant un cierge de gueules allumé d'or . Les branches d'olivier entourant le blason ont été rajoutées en 1870, précédent de près de cinquante ans l'ajout officiel de « les Oliviers » au nom de la commune. |